# ناثاليا أسيفيدو
ناثاليا أسيفيدو (بالإسبانية: Nathalia Acevedo)‏ هي ممثلة مكسيكية، ولدت في 22 نوفمبر 1984 في مدينة مكسيكو في المكسيك.

## وصلات خارجية
- ناثاليا أسيفيدو على موقع IMDb (الإنجليزية)
- ناثاليا أسيفيدو على موقع قاعدة بيانات الفيلم (الإنجليزية)